# الطورش (أولاد عامر تزمرين)
الطورش هي إحدى مشيخات المملكة المغربية، تتبع جغرافيا لإقليم الرحامنة وإداريًا لأولاد عامر تزمرين. يقدر عدد سكانها بـ 4405 نسمة حسب الإحصاء الرسمي للسكان والسكنى لسنة 2004.